# Sloanea dentata
Sloanea dentata là một loài thực vật có hoa trong họ Côm. Loài này được L. miêu tả khoa học đầu tiên năm 1753.